# Армянская краткая энциклопедия
Армянская краткая энциклопедия (арм. Հայկական համառոտ հանրագիտարան; КАЭ) — универсальное энциклопедическое издание на армянском языке.

## История
1-й том было опубликован в 1990 году, 2-й — в 1996 году, 3-й — в 1999 году, 4-й — в 2003 году. 

## Содержание
Состоит из 4-х томов, содержащих более 13 тысяч статей, и имеет богатые иллюстрации.
В энциклопедии кратко представлены: история с древнейших времён до наших дней, Армения и Армянское нагорье, окружающая среда и природные ресурсы, демография, важные исторические события, наука, искусство и культурные достижения, известные лица, учёные, биографии художников.

## Лицензирование
3 ноября 2011 года государственное некоммерческое издательство «Армянская энциклопедия», которому принадлежат права на энциклопедию, разрешило её свободное распространение под лицензией «Creative Commons BY-SA 3.0».